# Коровин, Михаил Петрович
Михаил Петрович Коровин (5 сентября 1918, д. Белоносова, Екатеринбургский уезд, Пермская губерния, РСФСР — 11 декабря 2003, Асбест, Свердловская область, Россия) — Герой Социалистического Труда (1966), старший машинист экскаватора Северного рудоуправления горно-обогатительного комбината «Ураласбест» Министерства промышленности строительных материалов РСФСР Свердловской области, почётный работник комбината «Ураласбест» (1973).

## Биография
Родился 5 сентября 1918 года в деревне Белоносова Пермской губернии (ныне — Каменский городской округ Свердловской области) в крестьянской семье. Окончил школу ФЗО.
Свою трудовую деятельность начал помощником машиниста экскаватора в Центральном рудоуправлении в 1934 году, через 3 месяца был уже машинистом экскаватора.
В 1938 году был мобилизован, служил в 58-м Гродековском пограничном отряде, на заставе «Широкая», в пограничных войсках НКВД. В ноябре 1942 года был назначен командиром орудия 76-миллиметровой пушки в 106-й дивизии 70-й армии. В боях на Курской дуге 22 июня 1943 года был ранен. После госпиталя был направлен в 273-й отдельный моторизированный батальон особого назначения 1-го Белорусского фронта, участвовал в боях за Сандомирский плацдарм, в форсировании Одера, в штурме Берлина.
После демобилизации вернулся работать машинистом экскаватора на Асбестовское рудоуправление.
Скончался 11 декабря 2003 года. Похоронен в Асбесте на городском кладбище № 2.

## Награды
За свои достижения был награждён:
- орден Славы III степени;
- орден Красной Звезды;
- 1951 — медаль «За трудовое отличие»;
- 1952, 1960, 1963 — медаль За трудовую доблесть;
- 28.07.1966 — звание Герой Социалистического Труда с золотой медалью Серп и Молот и орден Ленина;
- 1974 — орден Октябрьской революции;
- 04.11.1977 — звание «Почётный гражданин города Асбеста».